# Olvir Hnufa
Olvir Hnufa o Ölvir hnúfa (fl. IX-X secolo) è stato un hersir e scaldo norvegese vissuto a cavallo tra IX e X secolo, noto per, tra le altre cose, la Egils saga, lo Skáldatal e la Edda in prosa.
Olvir era figlio del vichingo Berle-Kari e cognato di Kveld-Úlfr, il quale sposò la sorella di Olvir, Salbjorg Karadottir. Fu zio di Skalla-Grímr e Þorolfr Kveldúlfsson, e prozio del famoso poeta Egill Skallagrímsson. Olvir ebbe anche un fratello di nome Eyvind Lambi. Olvir era un importante membro della corte di re Harald I di Norvegia, il quale riunificò la Norvegia tra il IX ed il X secolo. Con altri famosi scaldi, fu uno dei poeti di corte di re Harald. Fu anche guerriero al servizio di Harald, e combatté nella fondamentale battaglia di Hafrsfjord sulla nave ammiraglia del re. È più conosciuto per il suo coinvolgimento nel conflitto tra Harald ed il parente di Olvir, Thorolf Kveldulfsson, che terminò con la morte di quest'ultimo. Sono sopravvissuti solo pochi frammenti delle opere di Olvir.

## Nome
Il nome Ölvir è stato interpretato come "sacerdote del santuario". Il suo soprannome "hnufa" è per qualche motivo un mistero. Viene a volte tradotto come gobba; non si sa se descriva una condizione fisica. Potrebbe però anche significare "affronto". Vigfusson fa notare che per la legge nordica, "'hnufa' fa riferimento ad una punizione secondo la quale il naso viene tagliato dopo tre furti compiuti. Come soprannome, potrebbe semplicemente indicare una ferita" patita da Olvir.

## Carriera vichinga
Olvir ed Eyvind si unirono al nipote Thorolf Kveldulfsson in molte spedizioni vichinghe, dopo che quest'ultimo ricevette un drakkar in dono dal padre Kveldulf. Guadagnarono molti soldi da questi viaggi. Durante il thing di Gaular, Olvir si innamorò di Solveig Atladottir, figlia di un jarl di Fjordane chiamato Atli lo Snello. Il jarlo negò ad Olvir il permesso di sposare la ragazza, ma egli era talmente innamorato da abbandonare la sua vita vighinga per stare vicino a lei. Essendo uno scaldo di un certo tralento, compose numerose poesie d'amore per Solveig. Per motivi non spiegati nella Egils Saga, ma probabilmente legati al corteggiamento fatto a Solveig, Olvir fu aggredito e quasi ucciso in casa dai fratelli di Solveig, poco dopo che re Harald di Vestfold conquistasse Møre. Atli non visse a lungo dopo questo scontro; dopo che Harald conquistò Møre e Fjordane, egli lasciò il comando del primo a Rognvald Eysteinsson e del secondo a Hákon Grjótgarðsson. Hákon e Atli si scontrarono subito a Sogn, e combatterono una battaglia a Fjalir nella baia di Stafaness, in cui Hakon fu ucciso. Atli fu gravemente ferito e portato su un'isola vicina, dove morì.

## Vita alla corte di Harald

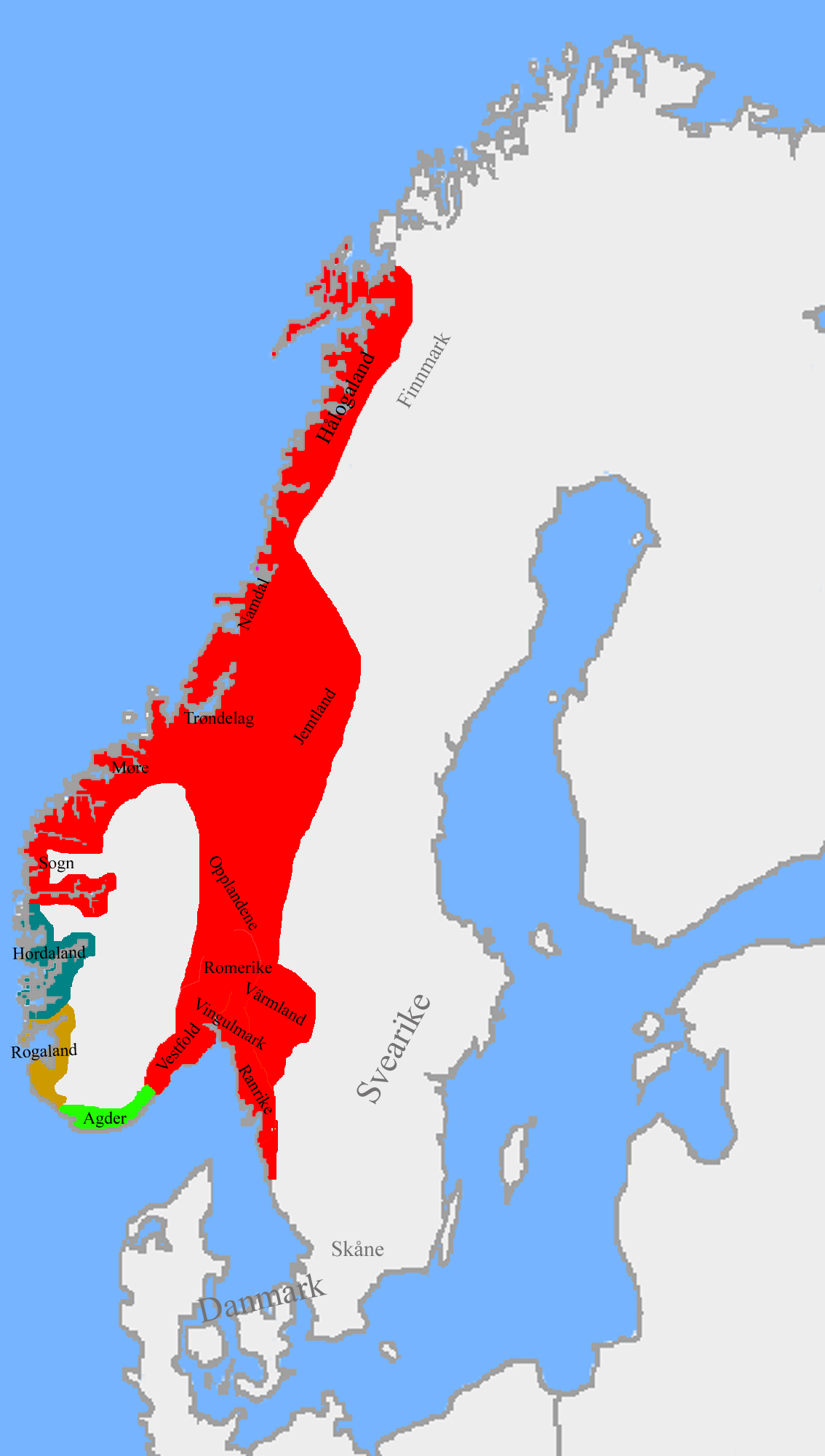
Norvegia attorno all'872 (con il regno di Harald segnato in rosso) prima della battaglia di Hafrsfjord

Fuggendo dai suoi assalitori, Olvir si unì al servizio di re Harald come scaldo di corte, incarico che ricoprì per molti anni con famosi poeti quali Þorbjörn Hornklofi e Þjóðólfr da Hvinir.
Olvir attenuò la rabbia del re quando Kveldulf rifiutò di porgere gli omaggi, convincendo Thorolf ad unirsi all'hird di Harald, il suo esercito. Con Thorolf ed Eyvind Lambi, Olvir combatté sulla nave di Harald la battaglia di Hafrsfjord (probabilmente attorno all'885). Nel corso degli anni, a causa dell'alto numero di nemici sconfitti da Thorolf, e della sua crescente popolarità in Norvegia settentrionale, Harald iniziò a considerarlo una minaccia, nonostante i continui tentativi di Olvir di rinsaldare i rapporti tra i due.
Anche quando il re attaccò la fattoria di Thorolf, Olvir lo pregò ancora di salvare la vita al suo parente. Dopo l'uccisione di Thorolf per mano di Harald, il re consegnò il suo corpo a Olvir per la sepoltura. Olvir tentò di convincere Harald a pagare il guidrigildo per Thorolf, ma il re si rifiutò, affermando che Thorolf era un traditore. Alla fine Olvir andò a Fjordane per informare Kveldulf e Skallagrim Kveldulfsson della morte di Thorolf. Skallagrim andò con Olvir da re Harald dopo l'assassinio di Thorolf. Chiese un guidrigildo, o ricompense monetarie, che lo fecero espellere da corte. Col padre Kveldulf, ed il parente Ketil Thorkelsson, Skalla-Grimr si vendicò uccidendo i servi di Harald che avevano partecipato all'omicidio di Thorolf prima di fuggire in Islanda.
In seguito a questi eventi, Olvir chiese ad Harald di permettergli di lasciare la corte e tornare a casa, dicendo che "non aveva voglia di sedere con colui che aveva ucciso Thorolf". Il re si rifiutò e, con le parole di William Pencak, "Olvir, è condannato ad un vita in cui deve servire l'assassinio della sua famiglia".
Non si conosce il successivo destino di Olvir. Non ci sono registrazioni riguardo a matrimoni o nascita della prole.
L'Hauksbók contiene una storia chiamata Skaldasaga Haralds harfagra ("Saga degli scaldi di Harald il Chiaro") che descrive una spedizione in Svezia condotta da Olvir, Þorbjörn Hornklofii e Audun Ill-skald per espiare le colpe. La sua storicità è incerta.

## Poesia
Olvir viene citato da Snorri Sturluson nella Skáldskaparmál come compositore della seguente opera sul dio Thor: "Æstisk allra landa umbgjörð ok sonr Jarðar." ("Colui che circonda tutte le terre [Il serpente Miðgarðr o Miðgarðsormr ] ed il figlio di Iord [Thor] divennero violenti.") Un altro frammento poetico attribuito a lui nello Skáldatal recita: "Maðr skyldi þó molda megja hverr of þegja kenni-seiðs þó at kynni klepp-dæg Hárrs lægvar." ("Ancora ogni uomo dovrebbe sapere come mantenere questa pace anche se -").
William Pencak ha paragonato la carriera poetica di Olvir con quella del pronipote Egil: "Un tiranno ha bisogno dei poeti insinceri che lo elogino, e la carriera di Olvir illustra il problema degli artisti e dei pensatori che si asserviscono ad un estremismo politico… la saga non cita nessuna delle sue poesie. Prima Olvir è schiavo di una donna, e poi di un re. La differenza fra la sua poesia e quella di Egil dimostra che il talento ha la possibilità di creare una società libera".